# کلودیو پرز
کلودیو پرز (انگلیسی: Claudio Pérez؛ زادهٔ ۲۶ دسامبر ۱۹۸۵) بازیکن فوتبال اهل آرژانتین است.
از باشگاه‌هایی که در آن بازی کرده‌است می‌توان به باشگاه فوتبال بانفیلد، باشگاه فوتبال اتلتیکو تیگره، و باشگاه فوتبال بوکا جونیورز اشاره کرد.